# Euphorbia mangokyensis
Euphorbia mangokyensis es una especie fanerógama perteneciente a la familia de las euforbiáceas. Es endémica de Madagascar en la Provincia de Toliara.

## Hábitat
Su natural hábitat son las áreas rocosas. Está amenazado por la pérdida de hábitat.

## Taxonomía
Euphorbia mangokyensis fue descrita por Marcel Denis y publicado en Euphorb. Iles Austr. Afr. 80. 1921.